# Rotax Adjustable Variable Exhaust
RAVE staat voor Rotax Adjustable Variable Exhaust en is een techniek van motorfietsen.
Dit is een verstelbare pneumatisch bediende powervalve van Rotax inbouwmotoren.
Rotax tweetakten werden (worden) door verschillende merken gebruikt, zoals Aprilia, JJ Cobas, Armstrong, Real, EMC en Decorite.
De elektronische opvolger van de pneumatisch gestuurde RAVE-klep heette RAVE II. 